# Stridóvár
Stridóvár (más néven Sztrigó, horvátul Štrigova, latinul Stridonium, németül Stridau) falu és községközpont Horvátországban Muraköz megyében.

## Fekvése
Csáktornyától 17 km-re északnyugatra a szlovén határ mellett fekszik. Közigazgatásilag Bánfihegy, Erzsébetlak, Gáborvölgy, Határörs, Kismagyaród, Prekopahegy, Robádihegy, Szentorbánhegy és Vashegy települések tartoznak hozzá.

## Története
Stridóvár területéről a római korból számos lelet került elő. Sokak által elfogadott feltételezés szerint a helyén állt a római korban Stridon városa, melyet Szent Jeromos szülőhelyének tartanak.
Területén állott egykor Sztrigó (Trigau) vára, melyet valószínűleg a Hahót nemzetségbeli Arnold nádor építtetett és először 1270-ben említik, mint a fia birtokát. 1328-ban Károly Róbert szerezte vissza az osztrák hercegektől, majd a Lackfiaké és a Cilleieké volt.
1290-ben itt látta vendégül a Hahót nemzetségbeli Arnold Velencei Andrást, a későbbi III. András királyt, majd elfogva kiszolgáltatta Albert osztrák hercegek. Hunyadi Mátyás 1477-ben Ernuszt János budai nagykereskedőnek és bankárnak adományozta, aki megkapta a horvát báni címet is. 1540-ben a csáktornyai Ernusztok kihalása után az uradalom rövid ideig a Keglevich családé, majd 1546-ban I. Ferdinánd király adományából a Zrínyieké lett. A vár egy török támadás következtében pusztult el, felszíni nyoma nem maradt.
A települést és egyházát 1334-ben az egyházi vizitáció említi először, egyházi és gazdasági központ volt. Mint Szent Jeromos feltételezett szülőhelye már a Cilleiek korában zarándokhely volt. Középkori templomát is ők építtették, melyet 1447-ben V. Miklós pápa búcsújáróhellyé nyilvánított. A kegyhelyet 1644-ben vették át a pálosok Zrínyi Pétertől, akinek vezetése mellett nagy virágzásnak indult, amiben forrásának gyógyító hatása is közrejátszott. A 17. században felépült a Szent Mária Magdolna plébániatemplom, 1738 és 1749 között pedig a mai Szent Jeromos templom.
Miután Zrínyi Pétert 1671-ben felségárulás vádjával halálra ítélték és kivégezték minden birtokát elkobozták, így a birtok a kincstáré lett. 1715-ben III. Károly a Muraközzel együtt gróf Csikulin Jánosnak adta zálogba, de a király 1719-ben szolgálatai jutalmául elajándékozta Althan Mihály János cseh nemesnek. 1791-ben gróf Festetics György vásárolta meg és ezután 132 évig a tolnai Festeticsek birtoka volt.
Vályi András szerint "STRIDO. Stridonia. Horvát Mezőváros Szala Várm. földes Ura Gr. Álthán Uraság, lakosai katolikusok, fekszik Mura, és Dráva vizek között, Csáktornyához 1 3/4 órányira, ’s némellyek szerént Sz. Hieronimusnak születése helye; határja jó termésű, vagyonnyai külömbfélék, borai jelesek."
A településnek 1910-ben 433, többségben horvát lakosa volt, jelentős magyar kisebbséggel. A trianoni békeszerződésig, majd 1941-1945 ismét Zala vármegye Csáktornyai járásához tartozott. 2001-ben a hozzá tartozó településekkel együtt 3221 lakosából 3029 horvát volt.

## Nevezetességei

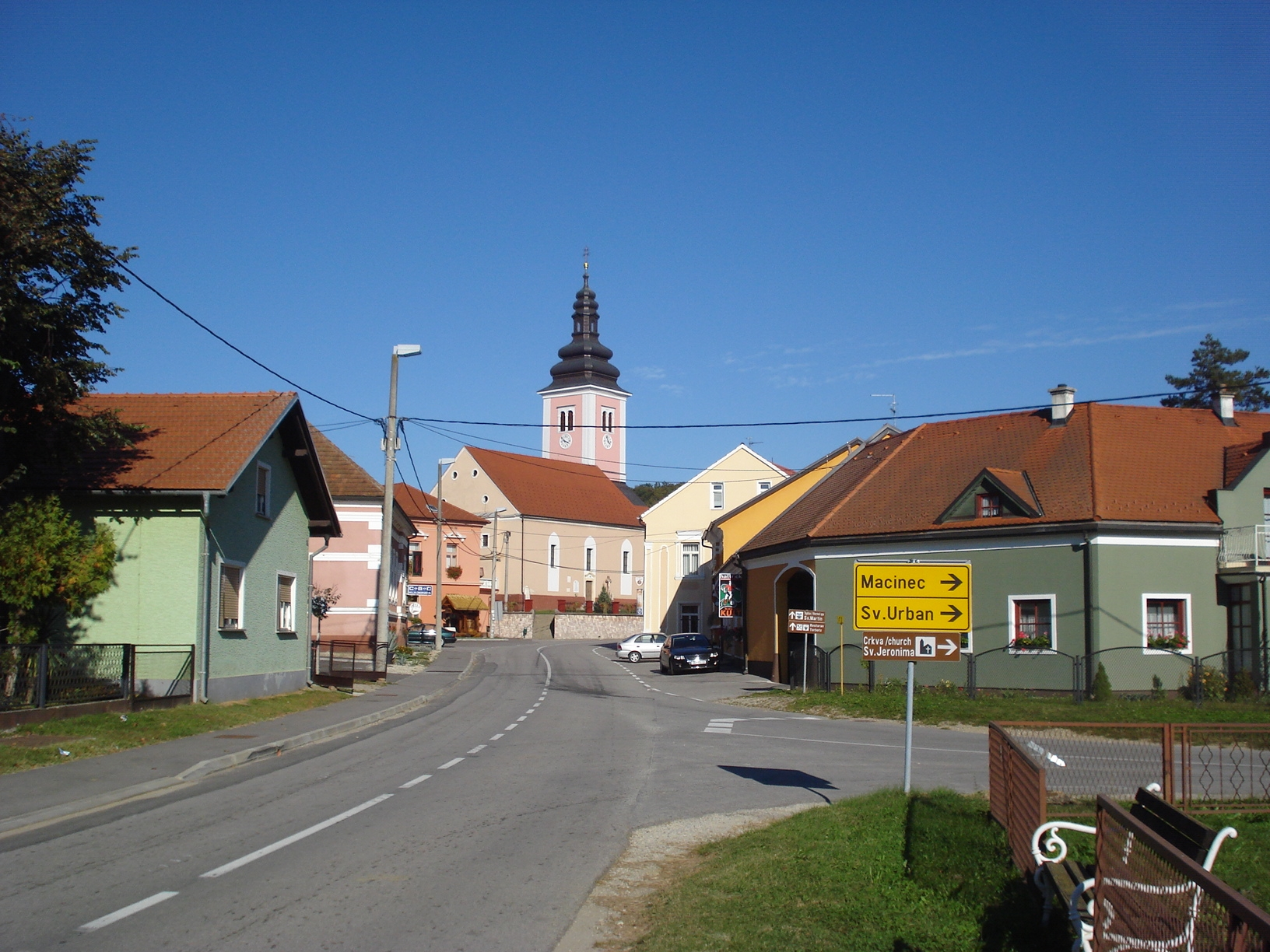
Štrigova belvárosa

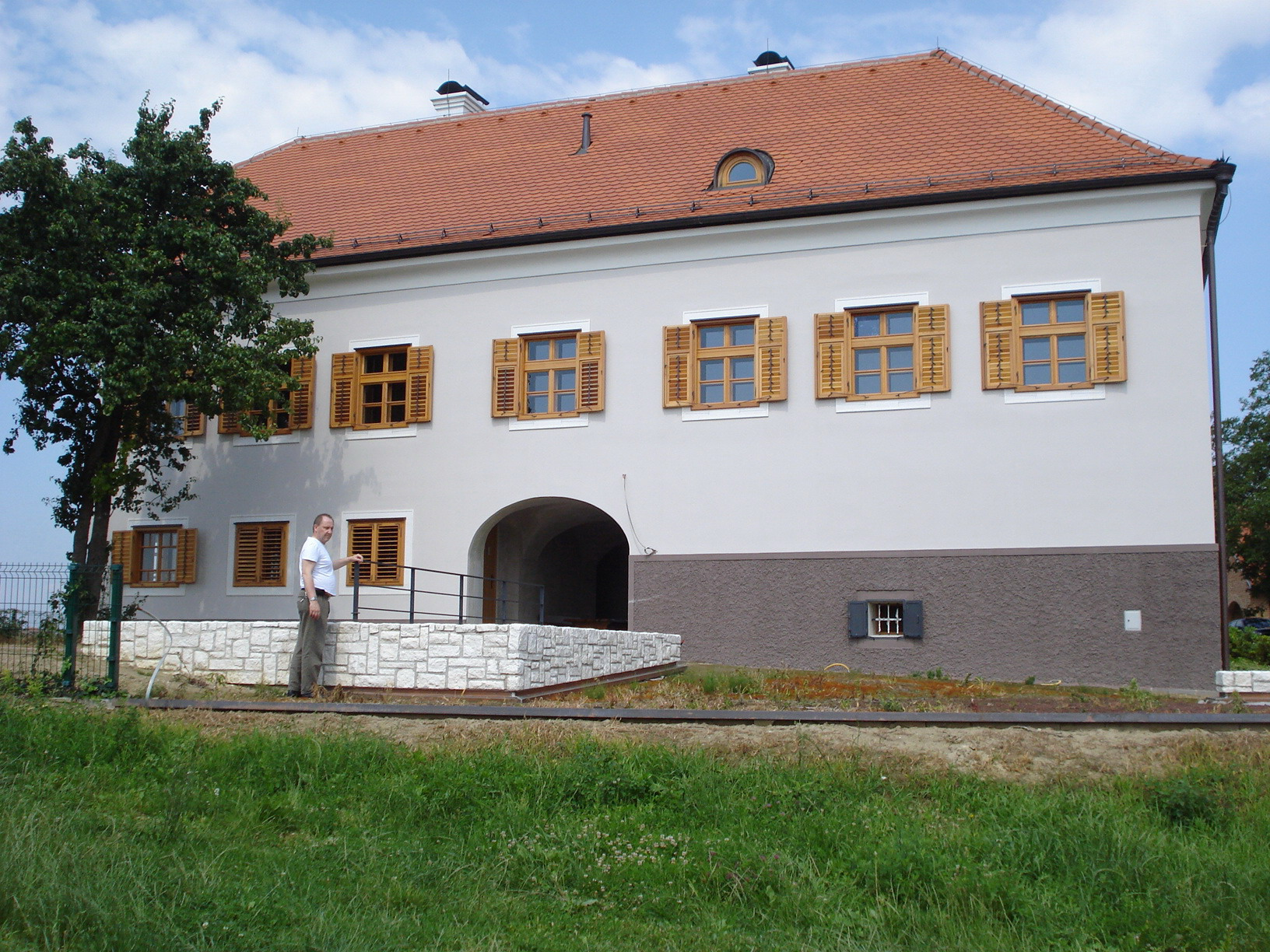
Bánffy-kastély

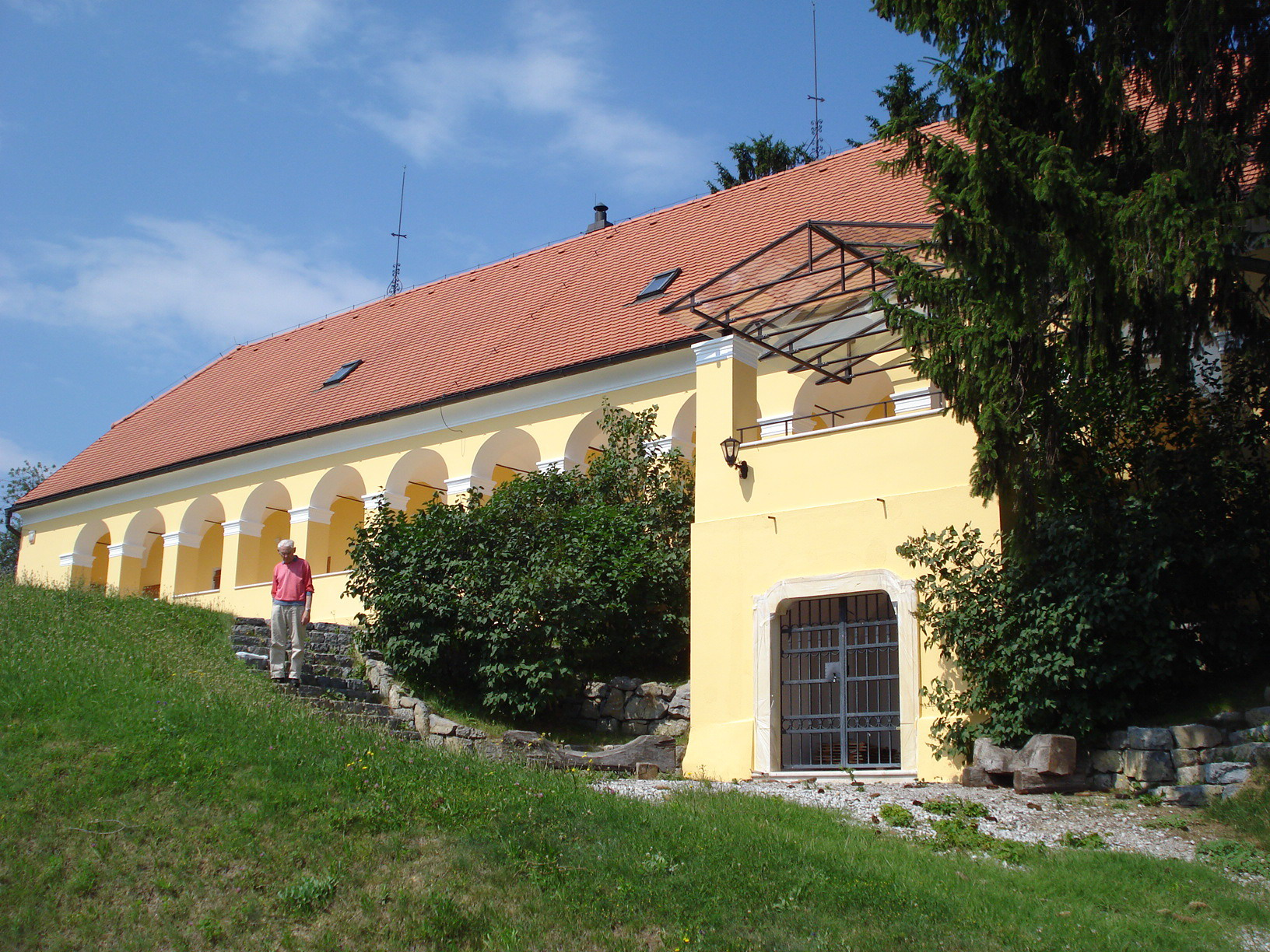
Tkalec-kastély

- Szent Jeromos tiszteletére szentelt templomát,[4] mely a falu szélén emelkedő dombon áll még a Cilleiek építtették a 15. században. Ez valószínűleg még fából épült, de a török Bécs elleni hadjárata során lerombolta, majd 1738-ban tűzvész áldozata lett. A mai templom 1738 és 1749 között épült barokk stílusban, mellé a pálosok kolostort építettek. 1752-ben kórussal bővítették, harangtornyait 1761-ben építették. Falfestményeit a 18. század kiváló freskófestője Ivan Ranger festette. Restaurálása során a bejárati ajtó fölött és a homlokzati falfelületeken is középkori freskókat találtak.
- A Szent Mária Magdolna tiszteletére szentelt plébániatemplom[5] a 17. században épült. A templom a település központjában található. A szakrális épületet ezen a helyen már 1334-ben a plébániajegyzékben említenek, de a mai épület a gótikus korból származik. Ez a szentélyt nézve a legnyilvánvalóbb. A templom szentélye gótikus keresztbordás boltozatú, belsejében pedig egy 15. századi falfestmény található. A 18. század közepén a templomot bővítették, így a templom kéthajós lett, a régi hajó pedig oldalhajóvá vált. A templom berendezése a 18. századból származik.
- A Bánffy-kastély elődjét 1373-ban építette az alsólendvai Bánffy család. Mai formájában nagyrészt a 18. században épült barokk stílusban, amikor kényelmes palotává építették át. Fűződik hozzá egy monda is Mátyás király és a gyönyörű Bánffy grófkisasszony szerelméről, bár egy másik hasonló monda ennek a szerelmi történetnek a helyszínét Alsólendvában jelöli meg, amely a Bánffyak központja volt. A kastély egykoron híres volt gazdag berendezéséről és művészeti gyűjteményéről. Később a Festetics család tulajdonában volt, majd a csáktornyai Fernetović család vásárolta meg, később az Agromeđimurje mezőgazdasági vállalaté volt, ma a Žižek család tulajdona.
- A Tkalec-kastély a 18. század közepén épült késő barokk stílusban. Eredetileg a stridóvári pálosok nyári pihenőházának épült. A 19. század közepén a Zichy család vásárolta meg, akik a szőlőtermesztéshez szükséges feldolgozó tevékenységre használták. Ma egy vállalkozó tulajdona, aki berendezéseit felújította. Óriási szőlőprésébe az 1858-as évszám van belevésve.
- A Fodroczy-Dunay-kastély ma romokban áll. Biedermayer klasszicista stílusban épült, négyoszlopos bejárattal, utcai homlokzatán félköríves ajtókkal és ablakokkal.
- A település központjában áll az 1913-ban épített régi iskola épülete, mely a maga korában a Monarchia egyik legmodernebb ilyen intézménye volt. Ma az Állami Levéltár tulajdona.
- A település nyugati részén található a Szent Flórián-oszlop,[6] melyet 1822 óta említenek a források, bár az oszlopon talált évszám (1810) szerint minden bizonnyal régebbi. A szobor magas, négyszögletes talapzaton áll. A színesre festett szobor szilárd és határozott vonalakkal, nyugodt mozdulatokkal és kifejezésekkel rendelkezik, olyan ruhákban, amelyek nagy sima felületekkel vagy enyhén szögletes redőkkel tapadnak a testhez, miközben jobbjával vizet önt egy égő házra. A szobrot balusztrádos kőkorlát övezi.
- A Szent Rókus-oszlop[7] a falu keleti bejáratánál, egy lakóház kerített udvarán belül található, elülső oldala nyugatra néz. Ez a jól kivitelezett szobrászati munka egy eddig ismeretlen, de a kiváló szobrászmester alkotása. Először 1822-ben említik a forrásokban, de minden bizonnyal régebbi ennél. Stílusában ötvözi barokkot és a klasszicizmust. Magát Szent Rókus alakját ikonográfiailag egy vándorbot és egy a lábánál fekvő kutya határozzák meg.